# Rick Mitchell
Richard Charles Mitchell, detto Rick (Sydney, 24 marzo 1955 – Brisbane, 30 maggio 2021), è stato un velocista australiano, specializzato nei 400 metri piani.

## Biografia
Ha vinto la medaglia d'argento nei 400 m piani ai Giochi olimpici di Mosca 1980 e ha vinto anche una medaglia d'oro, due d'argento e una di bronzo ai Giochi del Commonwealth nel 1978 e nel 1982.
Cominciò a praticare atletica leggera all'età di circa diciassette anni, quando entrò a far parte del Waverley Athletics Club di Melbourne nel 1972 con l'obiettivo di migliorare la sua forma fisica prima della seguente stagione del rugby. Dopo due stagioni con il club Waverley, Mitchell incontrò l'allenatore Norm Osborne, il quale allenava a St. Stephens Harriers. Si trasferì a St Stephens e lì lavorò come atleta prima e come allenatore dopo.
Morì di cancro alla prostata nel maggio 2021.